# Bratislavská župa (1923–1928)
Bratislavská župa (slovensky Bratislavská župa, oficiálně župa XV) byla jednotka územní správy a samosprávy zavedená v prvorepublikovém Československu v rámci nového župního zřízení. Existovala v letech 1923–1928, měla rozlohu 7 800 km² a jejím správním centrem byla Bratislava.

## Vznik a zrušení župy
Po zániku Uherska v roce 1918 byla původní uherská Prešpurská župa převedena v takřka nezměněném územním rozsahu do správního systému Československé republiky jako Bratislavská župa. Toto provizorní postuherské uspořádání trvalo jen do roku 1922. V roce 1920 byl přijat zákon č. 126/1920 Sb. o zřízení župních a okresních úřadů v republice Československé, kterým mělo být celé území Československa (kromě Prahy a Podkarpatské Rusi) rozděleno do 21 žup. Jednou z nich byla i Bratislavská župa, nyní vymezená v nových hranicích jako jedna z šesti žup zřízených na území Slovenska. Ve srovnání s historickými (uherskými) župami byl jejich rozsah větší a proto se jim na Slovensku říkalo veľžupy. Bratislavská župa měla pořadové číslo XV. Zákon stanovil vznik župního úřadu v čele s županem, který byl vládou jmenovaným státním úředníkem, a župního zastupitelstva coby samosprávného sboru. Při župním zastupitelstvu měl být zřízen župní výbor, župní finanční komise a další komise. Bratislavská župa měla být součástí nadregionálního župního svazu v hranicích celého Slovenska.
Župní zřízení čelilo od počátku silné kritice a bylo do praxe uvedeno až roku 1923 pouze na Slovensku. Dne 30. září 1923 se zde konaly volby do župních zastupitelstev. V Bratislavské župě ve volbách uspěly protivládní a opoziční strany. Županem Bratislavské župy byl jmenován Method Bella.
Dne 14. července 1927 byl přijat zákon č. 125/1927 o organizaci politické správy, rušící župy a zavádějící zemskou soustavu, účinný od 1. července 1928. Bratislavská župa se stala součástí země Slovenské. Na rozdíl od českých zemí, kde hranice žup byly zachovány alespoň jako vymezení volebních krajů pro volby do Poslanecké sněmovny Národního shromáždění republiky Československé, byly župy na Slovensku jako správní jednotky zcela eliminovány.
Župy byly obnoveny na území Slovenska ještě v letech 1939–1945 za Slovenského státu. Tehdy vznikla i nově vymezená Bratislavská župa.

## Územní vymezení župy
Bratislavská župa zahrnovala území jihozápadního Slovenska, od Trenčínska podél Váhu na jih až na státní hranici s Maďarskem a odtud na západ k Bratislavě až k hranicím Moravy. Skládala se z 15 okresů a z území města Bratislava.